# شرايين إصبعية راحية أصلية
شرايين إصبعية راحية أصلية (بالإنجليزية: Common palmar digital arteries)‏‏ هو شريان يتفرعُ من قوس راحي سطحي."VI. The Arteries. 4b. 4. The Ulnar Artery. Gray, Henry. 1918. Anatomy of the Human Body". مؤرشف من الأصل في 2019-02-26. اطلع عليه بتاريخ 2015-05-05.

## فروعه
يخرجُ منه الفروع التالية:
- شرايين إصبعية راحية مخصوصة